# Ladislav Rychman
Ladislav Rychman (9. října 1922 – 1. dubna 2007) byl český režisér, specializující se především na hudební filmy a pořady. Vystudoval reálné gymnázium, dále studoval FAMU u režisérů Elmara Klose a Bořivoje Zemana. Studia ale nedokončil. Během 2. světové války byl rok vězněn v koncentračním táboře. Byl také průkopníkem televizní reklamy (natočil jich několik desítek) a televizních hudebních klipů, jednalo se o tzv. filmové písničky, zde prý vůbec první byla jím zfilmovaná píseň Dáme si do bytu, kde zpívali Josef Bek s Irenou Kačírkovou, a legendární klip Mackie Messer s Milošem Kopeckým.

## Filmografie
Svůj první film Pražská neděle natočil v roce 1950. Jeho nejúspěšnější film Starci na chmelu byl prvním českým filmovým muzikálem. Zaznamenal velký divácký úspěch, získal cenu Ústředního výboru ČSM za nejlepší film roku 1964 na Mezinárodním filmovém festivalu pro děti a mládež v Gottwaldově.
Rychman byl i občasným hercem a to nejen u filmu, ale i v divadle, kde také působil (Divadlo satiry, Laterna magika). V devadesátých letech 20. století uváděl televizní pořady z filmového archivu a natočil čtyři desítky reklam.

### Film a televize
- Babičky dobíjejte přesně! (1983)
- Černá sobota (1960)
- Dáma na kolejích (1966)
- Hvězda padá vzhůru (1974)
- Jen ho nechte, ať se bojí (1978)
- Kruh (1959)
- Láska na druhý pohled (1981)
- Melouch (1963)
- Píseň o stromu a růži (1978)
- Pražská neděle (1950)
- Případ ještě nekončí (1957)
- Revue v mlze (1966)
- Starci na chmelu (1964)
- Šest černých dívek aneb Proč zmizel Zajíc (1969)
- Věštec (1963)
- Zlatá slepice (1980)
- Zločin v dívčí škole (1965)
- Zrcadlo (1948)
- Zrcadlo byrokratické 2 (1949)
- Zrcadlo na vesnici (1949)